# Список глав правительства Гвинеи-Бисау

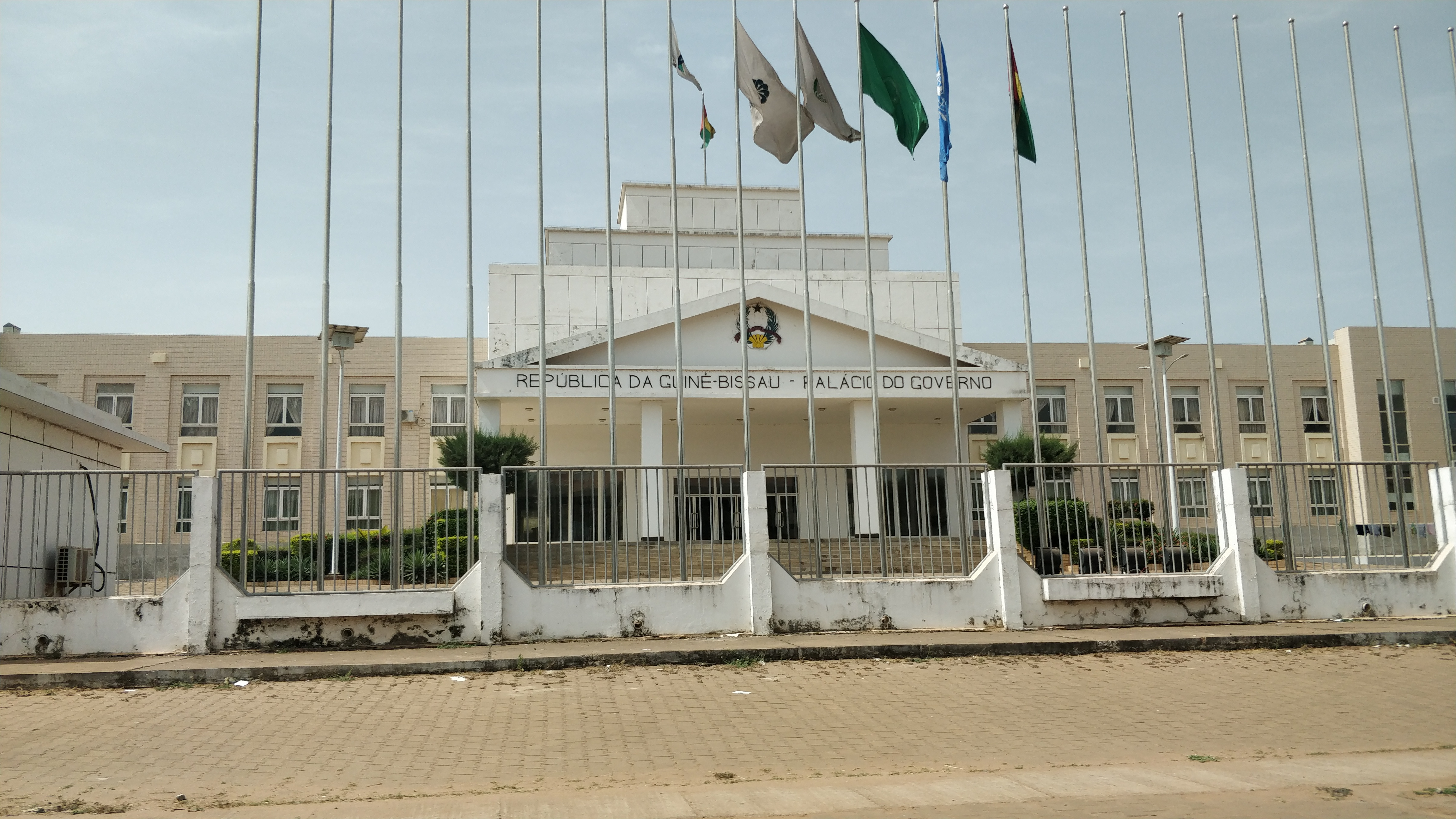
Дворец правительства в Бисау

Список глав правительства Гвинеи-Бисау включает лиц, занимавших этот пост в Республике Гвинея-Бисау (порт. República da Guiné-Bissau). До 13 марта 1977 года страна называлась Государство Гвинея-Бисау (порт. Estado da Guiné-Bissau).
В списке принято выделение двух периодов существования отдельного поста руководителя правительства. В настоящее время правительство возглавляет Премьер-министр Республики Гвинея-Бисау (фр. Primeiro-ministro da República da Guiné-Bissau).
Применённая в первом столбце таблиц нумерация является условной. Также условным является использование в первых столбцах цветовой заливки, служащей для упрощения восприятия принадлежности лиц к различным политическим силам без необходимости обращения к столбцу, отражающему партийную принадлежность. Наряду с партийной принадлежностью, в столбце «Партия» также отражён внепартийный (независимый) статус персоналий.

## Первый период (1973—1984)

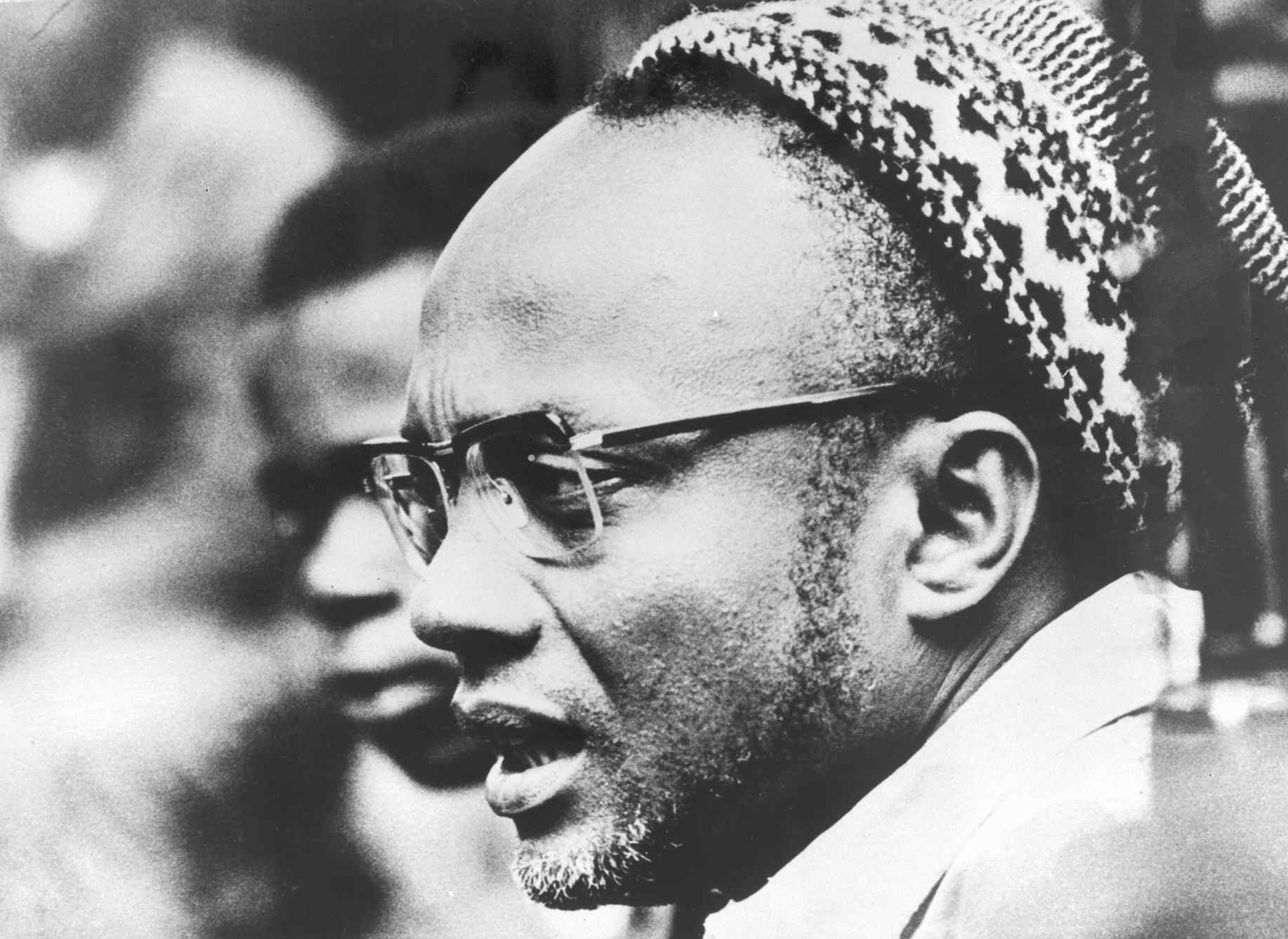
Лидер освободительной борьбы Амилкар Кабрал

С начала 1960-х годов в Португальской Гвинее, как и в двух других крупных португальских заморских провинциях в Африке (Анголе и Мозамбике) развернулась повстанческая война против Португалии под руководством марксистской Африканской партии независимости Гвинеи и Кабо-Верде (ПАИГК), идеологически близкой МПЛА и ФРЕЛИМО. Военные действия, начатые в январе 1963 года, протекали в целом с преимуществом повстанцев, что не изменило и убийство 20 января 1973 года генерального секретаря ПАИГК Амилкара Кабрала. 24 сентября 1973 года в окрестностях Мадина-ду-Боэ на съезде ПАИГК (к тому времени контролировавшей до 70 процентов территории заморской провинции), было провозглашено создание независимого Государства Гвинея-Бисау (порт. Estado da Guiné-Bissau, приняты его конституционные положения («конституция Боэ», порт. Constituição do Boé) и избраны руководители: президентом Государственного совета (главой государства, порт. Presidente do Conselho de Estado) стал брат Амилкара Кабрала Луиш Кабрал, а главным комиссаром (главой правительства, порт. Commissario Principal) Франсишку Мендеш. После произошедшей в Португалии в апреле 1974 года революции новое правительство метрополии 10 сентября 1974 года признало независимость страны. В декабре 1976 года — январе 1977 года были проведены непрямые выборы в Национальное народное собрание, на первой сессии которого 13 марта 1977 года была провозглашена Республика Гвинея-Бисау (порт. República da Guiné-Bissau).
10 ноября 1980 года Национальная ассамблея приняла новую конституцию, которая не вступила в силу, поскольку 14 ноября 1980 года глава правительства Жуан Бернарду Виейра арестовал главу Госсовета Луиша Кабрала, распустил парламент и стал президентом Революционного совета (порт. Presidente do Conselho da Revolução), объединившим властные полномочия. Из государственного и партийного аппарата были выведены и другие выходцы из Кабо-Верде, в основном мулаты, вынужденные покинуть Гвинею-Бисау, что сделало проект объединения двух государств неактуальным. 10 мая 1982 Виейра назначил премьер-министром (порт. Primeiro-ministro) Виктора Сауде Марию, однако возникшие между ними разногласия заставили 10 марта 1984 года Сауде Марию укрыться в португальском посольстве и эмигрировать, а Виейру — упразднить отдельный пост главы правительства.
|                                                              | Портрет | Имя (годы жизни)                                                               | Полномочия       | Полномочия       | Партия                                               | Должность                                    | Пр.           |
| Начало                                                       | Портрет | Имя (годы жизни)                                                               | Окончание        |                  | Партия                                               | Должность                                    | Пр.           |
| ------------------------------------------------------------ | ------- | ------------------------------------------------------------------------------ | ---------------- | ---------------- | ---------------------------------------------------- | -------------------------------------------- | ------------- |
| 1                                                            |         | Франсишку Мендеш (1939—1978) порт. Francisco Mendès                            | 24 сентября 1973 | 7 июля 1978      | Африканская партия независимости Гвинеи и Кабо-Верде | главный комиссар порт. Commissario Principal | [ 15 ]        |
| 2                                                            |         | Константину душ Сантуш Тейшейра (?—1988) порт. Constantino dos Santos Teixeira | 7 июля 1978      | 28 сентября 1978 | Африканская партия независимости Гвинеи и Кабо-Верде | главный комиссар порт. Commissario Principal | [ 16 ]        |
| 3                                                            |         | Жуан Бернарду Виейра (1939—2009) порт. João Bernardo Vieira                    | 28 сентября 1978 | 14 ноября 1980   | Африканская партия независимости Гвинеи и Кабо-Верде | главный комиссар порт. Commissario Principal | [ 17 ] [ 18 ] |
| должность вакантна с 14 ноября 1980 года до 14 мая 1982 года |         |                                                                                |                  |                  |                                                      |                                              |               |
| 4                                                            |         | Виктор Сауде Мария (1939—1999) порт. Victor Saúde Maria                        | 14 мая 1982      | 10 марта 1984    | Африканская партия независимости Гвинеи и Кабо-Верде | премьер-министр порт. Primeiro-ministro      | [ 13 ]        |
| пост упразднён                                               |         |                                                                                |                  |                  |                                                      |                                              |               |

## Второй период (с 1991)
Глава Государственного совета Жуан Бернарду Виейра восстановил пост премьер-министра, назначив на него 27 декабря 1991 года Карлуша Коррейю, чему предшествовало принятие 9 мая 1991 года конституционного закона о политическом плюрализме, допускающем многопартийность. 3 июля 1994 года состоялись первые демократические выборы, сохранившие за ПАИГК парламентское большинство. После победы Виейры в состоявшемся 7 августа втором туре президентских выборов 29 сентября 1994 года был учреждён пост президента республики (порт. Presidente da República).
6 июня 1998 года президент Виейра отправил начальника генерального штаба бригадного генерала Ансумане Мане в отставку, обвинив его в подготовке военного переворота, однако Мане был поддержан вооружёнными силами, что привело к гражданской войне, в которой на стороне правительства принимали участие войска соседних Гвинеи и Сенегала, и продлившейся до мая 1999 года. 7 мая 1999 года президент Вийера бежал. Мане в качестве верховного командующего военной хунты взял власть в стране в свои руки, 14 мая 1999 года он передал гражданскую власть спикеру Национальной народной ассамблеи Маламу Бакаи Санье, который, в свою очередь, 17 февраля 2000 года, впервые передал полномочия лидеру оппозиционной Партии социального возрождения Кумбе Яле. 14 сентября 2003 года президент Яла и назначенный им премьер-министром Мариу Пиреш были отстранены от власти в ходе бескровного военного переворота, организованного начальником генерального штаба генералом Вериссимо Сеаброй, возглавившим Военный комитет по восстановлению конституционного и демократического порядка (порт. Comitê militar para restaurar a ordem constitucional e democrática). Столкнувшись, несмотря на общенациональную поддержку, с международным осуждением он 28 сентября 2003 года передал власть гражданскому лицу — бизнесмену Энрике Розе. В 2005 году президентом вновь стал Виейра. Когда 1 марта 2009 года произошедшим взрывом в армейском офисе был убит начальник генерального штаба его сторонники возложили ответственность на президента; на следующий день солдаты атаковали президентский дворец, застрелив Виейру во время штурма.
Вслед за этими событиями на выборах нового президента победил кандидат ПАИГК Малам Бакай Санья; после его кончины 9 января 2012 года борьба за власть привела к новому кризису: между первым и вторыми турами президентских выборов 12 апреля 2012 года произошел военный переворот, основные политические деятели были арестованы, включая Марию Адиату Джалу Нандигну, первую женщину, возглавившую правительство страны. Созданный Совет военного командования под руководством генерал-майора Мамаду Туре Курума под международным давлением формально восстановил конституционный порядок путём подписания соглашения, по которому президентом переходного периода стал занявший в первом туре выборов третье место Мануэль Серифу Ньямаджу. На выборах 18 мая 2014 года победил Жозе Мариу Ваш.
В конце февраля 2020 года в стране произошёл политический кризис, когда в течение суток были приведены к присяге два президента республики, назначен премьер-министр и заменён вице-президент Национальной народной ассамблеи, а представители армии установили контроль над многими государственными институтами, включая дом правительства, здание парламента, министерства и городскую ратушу Бисау. 1 марта провозглашенный за два дня до того временным президентом спикер парламента Сиприану Кассама заявил об отставке ввиду угроз личной безопасности, после чего Национальная народная ассамблея подтвердила полномочия Умаро Сиссоко Эмбало в качестве президента и назначенного им Нуно Гомеша Набиама в качестве премьер-министра.
|                                                                     | Портрет | Имя (годы жизни)                                                        | Полномочия       | Полномочия       | Партия                                                               | Пр.           |
| Начало                                                              | Портрет | Имя (годы жизни)                                                        | Окончание        |                  | Партия                                                               | Пр.           |
| ------------------------------------------------------------------- | ------- | ----------------------------------------------------------------------- | ---------------- | ---------------- | -------------------------------------------------------------------- | ------------- |
| 5 (I)                                                               |         | Карлуш Коррейя (1933—2021) порт. Carlos Correia                         | 27 декабря 1991  | 26 октября 1994  | Африканская партия независимости Гвинеи и Кабо-Верде                 | [ 28 ]        |
| 6                                                                   |         | Мануэл Сатурнину да Кошта (1942—2021) порт. Manuel Saturnino da Costa   | 26 октября 1994  | 6 июня 1997      | Африканская партия независимости Гвинеи и Кабо-Верде                 | [ 29 ]        |
| 5 (II)                                                              |         | Карлуш Коррейя (1933—2021) порт. Carlos Correia                         | 6 июня 1997      | 3 декабря 1998   | Африканская партия независимости Гвинеи и Кабо-Верде                 | [ 28 ]        |
| 7                                                                   |         | Франсишку Жозе Фадул (1953—) порт. Francisco José Fadul                 | 3 декабря 1998   | 19 февраля 2000  | независимый                                                          | [ 30 ] [ 31 ] |
| 8                                                                   |         | Каэтану Н`Тшама (1955—) порт. Caetano N'Tchama                          | 19 февраля 2000  | 19 марта 2001    | Партия социального возрождения                                       | [ 32 ] [ 33 ] |
| 9 (I)                                                               |         | Фауштину Фудут Имбали (1956—) порт. Faustino Fudut Imbali               | 21 марта 2001    | 9 декабря 2001   | независимый                                                          | [ 34 ] [ 35 ] |
| 10                                                                  |         | Аламара Нтшия Ньясе (1957—) порт. Alamara Ntchia Nhassé                 | 9 декабря 2001   | 17 ноября 2002   | Партия социального возрождения                                       | [ 36 ] [ 37 ] |
| 11                                                                  |         | Мариу Пиреш (1949—) порт. Mário Pires                                   | 17 ноября 2002   | 14 сентября 2003 | Партия социального возрождения                                       | [ 24 ] [ 38 ] |
| должность вакантна с 14 сентября 2003 года до 28 сентября 2003 года |         |                                                                         |                  |                  |                                                                      |               |
| 12                                                                  |         | Антонио Артур Санья (1965—) порт. António Artur Sanhá                   | 28 сентября 2003 | 10 мая 2004      | Партия социального возрождения                                       | [ 39 ] [ 40 ] |
| 13 (I)                                                              |         | Карлуш Домингуш Гомеш Жуниор (1949—) порт. Carlos Domingos Gomes Júnior | 10 мая 2004      | 2 ноября 2005    | Африканская партия независимости Гвинеи и Кабо-Верде                 | [ 41 ] [ 42 ] |
| 14 (I)                                                              |         | Аристидеш Гомеш (1954—) порт. Aristides Gomes                           | 2 ноября 2005    | 13 апреля 2007   | Африканская партия независимости Гвинеи и Кабо-Верде                 | [ 43 ] [ 44 ] |
| 15                                                                  |         | Мартинью Ндафа Каби (1957—) порт. Martinho Ndafa Kabi                   | 13 апреля 2007   | 6 августа 2008   | Африканская партия независимости Гвинеи и Кабо-Верде                 | [ 45 ] [ 46 ] |
| 5 (III)                                                             |         | Карлуш Коррейя (1933—2021) порт. Carlos Correia                         | 6 августа 2008   | 2 января 2009    | Африканская партия независимости Гвинеи и Кабо-Верде                 | [ 28 ] [ 47 ] |
| 13 (II)                                                             |         | Карлуш Домингуш Гомеш Жуниор (1949—) порт. Carlos Domingos Gomes Júnior | 2 января 2009    | 10 февраля 2012  | Африканская партия независимости Гвинеи и Кабо-Верде                 | [ 41 ] [ 48 ] |
| и. о.                                                               |         | Мария Адиату Джалу Нандигна (1958—) порт. Maria Adiato Djaló Nandigna   | 10 февраля 2012  | 12 апреля 2012   | Африканская партия независимости Гвинеи и Кабо-Верде                 | [ 25 ] [ 49 ] |
| должность вакантна с 12 апреля 2012 года до 17 мая 2012 года        |         |                                                                         |                  |                  |                                                                      |               |
| и. о.                                                               |         | Руи Дуарте ди Баррош (1960—) порт. Rui Duarte de Barros                 | 17 мая 2012      | 4 июля 2014      | независимый                                                          | [ 50 ] [ 51 ] |
| 16                                                                  |         | Домингуш Симойнш Перейра (1963—) порт. Domingos Simões Pereira          | 3 июля 2014      | 20 августа 2015  | Африканская партия независимости Гвинеи и Кабо-Верде                 | [ 52 ] [ 53 ] |
| 17 (I)                                                              |         | Басиру Джа (1973—) порт. Baciro Djá                                     | 20 августа 2015  | 17 сентября 2015 | Африканская партия независимости Гвинеи и Кабо-Верде                 | [ 54 ] [ 55 ] |
| 5 (IV)                                                              |         | Карлуш Коррейя (1933—2021) порт. Carlos Correia                         | 17 сентября 2015 | 27 мая 2016      | Африканская партия независимости Гвинеи и Кабо-Верде                 | [ 28 ] [ 56 ] |
| 17 (II)                                                             |         | Басиру Джа (1973—) порт. Baciro Djá                                     | 27 мая 2016      | 18 ноября 2016   | Африканская партия независимости Гвинеи и Кабо-Верде                 | [ 57 ] [ 58 ] |
| 18                                                                  |         | Умару Сисоку Эмбало (1972—) порт. Umaro Sissoco Embaló                  | 18 ноября 2016   | 16 января 2018   | Африканская партия независимости Гвинеи и Кабо-Верде                 | [ 59 ] [ 60 ] |
| 19                                                                  |         | Артур Силва (1956—) порт. Augusto Antonio Artur Da Silva                | 31 января 2018   | 16 апреля 2018   | Африканская партия независимости Гвинеи и Кабо-Верде                 | [ 61 ] [ 62 ] |
| 14 (II)                                                             |         | Аристидеш Гомеш (1954—) порт. Aristides Gomes                           | 16 апреля 2018   | 31 октября 2019  | Республиканская партия за независимость и развитие                   | [ 43 ] [ 63 ] |
| 9 (II)                                                              |         | Фауштину Фудут Имбали (1956—) порт. Faustino Fudut Imbali               | 31 октября 2019  | 8 ноября 2019    | Партия манифеста народа                                              | [ 34 ] [ 64 ] |
| 14 (III)                                                            |         | Аристидеш Гомеш (1954—) порт. Aristides Gomes                           | 8 ноября 2019    | 28 февраля 2020  | Республиканская партия за независимость и развитие                   | [ 43 ] [ 65 ] |
| 20                                                                  |         | Нуно Гомеш Набиам (1966—) порт. Nuno Gomes Nabiam                       | 29 февраля 2020  | 8 августа 2023   | Ассамблея объединённого народа — Демократическая партия Гвинеи-Бисау | [ 27 ] [ 66 ] |
| 21                                                                  |         | Жералду Мартинш порт. Geraldo Martins                                   | 8 августа 2023   | 20 декабря 2023  | Африканская партия независимости Гвинеи и Кабо-Верде                 |               |
| 22                                                                  |         | Руи Дуарте ди Барруш (1960—) порт. Rui Duarte de Barros                 | 20 декабря 2023  | 7 августа 2025   | независимый                                                          | [ 67 ]        |
| 23                                                                  |         | Брайма Камара (1968—) порт. Braima Camará                               | 7 августа 2025   | действующий      | Движение за демократическую смену власти, Группа 15                  | [ 68 ] [ 69 ] |